# 塞爾溫湖
塞爾溫湖是加拿大的湖泊，位於該國中部，由西北地區和薩斯喀徹溫省負責管轄，面積593平方公里，島嶼面積124平方公里，海拔高度398米。

## 外部連結
- Statistics Canada
- Anglersatlas.com